# Piaskarka hiszpańska
Piaskarka hiszpańska (Psammodromus hispanicus) – gatunek gada z rodziny jaszczurkowatych (Lacertidae).

## Wygląd
Mała jaszczurka o małej głowie i lekko spłaszczonym ciele. Łuski stosunkowo duże, kilowate. Ubarwienie szare, szarobrązowe lub żółtawe z jasnym wzorem z ułożonych w rzędy plam i czarnymi plamami poprzecznymi. Brzuch koloru białawego do zielonkawego. Stosunkowo krótki ogon.
Długość całkowita do 14–15 cm.

## Systematyka
Dawniej za podgatunek piaskarki hiszpańskiej uznawany był Psammodromus edwarsianus klasyfikowany obecnie jako odrębny gatunek. Zachodnia część populacji uznawanej dawniej za P. hispanicus także okazała się należeć do odrębnego gatunku – opisanego w 2012 roku Psammodromus occidentalis.

## Występowanie
Występuje w centralnej części Półwyspu Iberyjskiego. Dokładne granice zasięgu występowania nie są znane, jako że nakłada się on z zasięgami dwóch wyżej wymienionych gatunków z rodzaju Psammodromus.

## Środowisko
Przebywa na piaszczystych, nasłonecznionych obszarach, pokrytych niską roślinnością. Chętnie zasiedla nadmorskie wydmy. Występuje również w górach.

## Tryb życia
Jaszczurka aktywna przez cały dzień, miejscami występuje w dużym zagęszczeniu. Zagrożona potrafi zagrzebać się w piasku. W upalne lata zapada w sen letni, także choć nie wszędzie zapada w sen zimowy.
Zjada różne bezkręgowce: pająki, mrówki, szarańczaki, małe chrząszcze.

## Rozród
Samica składa 3–6 jaj, które umieszcza w wygrzebanym przez siebie zagłębieniu.